# Hulodes fusifascia
Hulodes fusifascia là một loài bướm đêm trong họ Erebidae.